# Coral Capella de Santa Maria de Ripoll
La Coral Capella de Santa Maria és una coral creada el 1893 dins del Monestir de Ripoll.
La coral Capella de Santa Maria, creada el 1893 arran de la restauració del monestir, significa “conjunt de músics al servei d'un sobirà o d'una església”. Precisament aquest és l'origen de la coral ripollesa Capella de Santa Maria, que es va crear fruit d'una moda de la Renaixença, sota l'impuls de mossèn Jaume Bofill, organista i responsable de l'església de Sant Pere, que va anar casa per casa buscant a persones interessades a cantar. Ja en aquell moment va apuntar-s'hi en Joan Maideu i Pagès, iniciant la nissaga dels Maideu dins de la Capella. A més del cor d'homes, també n'hi havia una altra de veus blanques integrada per infants, a fi de participar conjuntament en els principals actes solemnes del monestir.
La guerra civil va representar un parèntesi per la Coral i mossèn Enric Bonada va ser el responsable de tornar-la a activar. A més de la coral també feia cantar a les Filles de Maria, un cor femení. El 1952 el van nomenar rector de la parròquia de Prats de Lluçanès, i el metge Baltasar Maideu passa a ocupar-ne el càrrec de director fins divuit anys més tard, quan va morir. Seguidament el seu fill Joaquim Maideu, va fer-se'n càrrec durant uns anys, fins a l'any 1981 quan va agafar el relleu la seva germana, Teresina Maideu, que és qui encara avui dia n'és la directora.
Tot i que el repertori musical de la Capella va començar sent únicament religiós a poc a poc anaven introduint obres de fisonomia popular i polifonia no sagrada. A Ripoll els concerts es feien habitualment a la Lira; també cantaven en pobles veïns. La secció masculina tenia el seu repertori de caràcter tradicional i lúdic que cantaven en festes particulars o especials. Avui la Capella compta amb mes de mig miler d'obres en el seu repertori. Entre els anys 1970-1980 la Coral formà part del secretariat d'Orfeons de Catalunya que després va passar a ser la Federació Catalana d'entitats corals (FCEC) de la qual encara n'és membre.
La Capella Santa Maria de Ripoll en els seus 125 anys s'ha mantingut interrompudament viva, a més de les seves funcions de culte com a Capella que és del Monestir de Ripoll s'ha obert a molts altres àmbits. Participa voluntàriament en tots els esdeveniments de la Vila o la Parròquia: visites il·lustres, celebracions històriques del Monestir, “any Gerbert”, Dia d'Europa (en presència de 8 presidents de comunitats de tots dos vessants del Pirineu), “any Oliba”, "Ripoll Capital de la Cultura Catalana”, Festival de Música de Ripoll (en diverses ocasions), participació en les representacions dels Pastorets, recerca i restauració del Cant de la sibil·la de Ripoll que des de l'any 2012 representa cada 24 de desembre al Monestir, i diversos enregistraments (entre ells la dels cants de “Els Pastorets” amb la participació també de la coral infantil "Els Follets”). Ha actuat a Barcelona al Palau de la Música Catalana, al Museu d'Art de Catalunya o a la Sagrada Família; també ho ha fet a Llívia, Organyà, Vic, al monestir de Montserrat i en altres indrets del país, tant en solitari com amb altres corals, Espanya (país Basc, Vinaròs), a París, Catalunya Nord (França), Val Gardena (Italià), etc.
Actualment la coral la formen trenta cantants, és oberta a tothom i no hi ha cap professional.Teresina Maideu en destaca “l'ambient boníssim i la superació constant” entre els seus integrants, i el fet que s'hi interpreti tota mena de música, tant profana com religiosa. L'interès de la Coral és evident des del moment que hi ha gent que sense formar-ne part, participen en les seves sortides. Cada any canten solemnement per Sant Eudald i per Nadal, i compten en el seu haver amb la recuperació de la Sibil·la. De fet Al llarg d'aquests més de 125 anys de vida, la coral ha sabut continuar la tradició de conjuminar el cant de la litúrgia amb altres gèneres com els de la polifonia profana o tradicional, cosa que permet oferir un ampli repertori que supera les cinc-centes obres de tots els estils i èpoques, fet pel qual es mereixen el reconeixement que ahir els va ser entregat.
L'any 2019 va ser guardonada amb la Creu de Sant Jordi.